# 흥구석유
흥구석유 주식회사(興丘石油 株式會社)는 석유와 가스를 판매하는 대한민국의 기업이다.

## 역사
석유사업법에 근거하여 석유류 판매 등을 영위할 목적으로 1966년 12월 16일에 설립되었으며, 1994년 11월 30일에 코스닥 시장에 상장하였다. 2007년 교차로가 지분 10%을 취득한 바 있다.
2008년 5월 26일에 주당 액면가를 5,000원에서 100원으로 액면 분할을 한 바 있다.

## 사업
휘발유, 등유, 경유 등을 GS칼텍스에서 매입하여 대구 및 경상북도 지역에 판매하는 도소매업을 한다.

## 실적
2023년 전년 대비 매출과 판매마진이 감소하면서 영업이익과 당기순이익이 감소했다.

## 테마
중동 불안 등 지정학적 요인으로 국제 유가 급등시 주가가 오르는 정유 테마주이다.